# 신류
신류(申瀏, 1619년~1680년)는 조선의 후기의 무신이다. 본관은 평산이다.
평산 신씨 시조 신숭겸의 23대손이다.
현재의 경상북도 칠곡군 지역에서 신우덕(申祐德)의 아들으로 태어났으며, 장현광(張顯光)의 문인이다.
1645년에 무과에 급제했다. 1654년에 함경북도 혜산의 첨사로 임명되었다. 1658년, 제2차 나선정벌때에 함경도 병마우후로 조총군 200명을 이끌고 전쟁에 참여하여 대승을 거두었다.
1675년 삼도수군통제사에 올랐다.
저서로 당시의 상황을 담은 일기인 <<북정록>>이 있다.

## 같이 보기
- 한국의 군사
- 나선정벌
- 북정록